# 李鸿章祠堂 (南京)
李鸿章祠堂是1901年李鸿章去世时修建的建筑，是南京现存的两座两江总督祠堂之一。位于南京市秦淮区四条巷77号。2011年进行过修缮。未来将会建成博物馆。2025年7月4日公布为第九批江苏省文物保护单位。